# Bernardino Vasconcelos
Bernardino Manuel de Vasconcelos (Moçâmedes, 25 de setembro de 1946 – Porto, 7 de setembro de 2015) foi um autarca, deputado, e médico português.

## Biografia
Licenciou-se em Medicina pela Faculdade de Medicina com a especialidade de Pediatria da Universidade do Porto em 1974, foi entre 1988 a 1995, médico, presidente do conselho de administração e diretor clínico do Hospital Conde São Bento, em Santo Tirso. Exerceu Medicina Pediátrica de 1974 a 1994, foi fundador da Clínica Pediátrica do Porto.Em 2001 foi eleito presidente da Câmara Municipal da Trofa, depois de ter sido presidente da Comissão instaladora do Município da Trofa desde a sua fundação a 19 de Novembro de 1998, por desanexação do município de Santo Tirso.

## Actividade Política
- Secretário da Mesa da Assembleia de Freguesia de São Martinho de Bougado de 1989 a 1993
- 1º Vereador pelo PSD na Câmara Municipal de Santo Tirso de 1993 a 1998
- Deputado à Assembleia da República de 1995 a 1998 pelo Partido Social Democrata
- Presidente da Comissão Instaladora do Município da Trofa de 1998 a 2001
- Presidente da Câmara Municipal da Trofa (de 2001 a 2009)
- Vice-Presidente da Associação de Municípios do Vale do Ave – AMAVE (2004)
- Presidente da Associação de Municípios do Vale do Ave – AMAVE (2005)

## Actividade Partidária
- Presidente da Comissão Política Concelhia do Partido Social Democrata da Trofa
- Membro do Conselho Nacional do Partido Social Democrata